# Robert Plant
Robert Anthony Plant, CBE (sinh ngày 20 tháng 8 năm 1948) là một ca sĩ - nhạc sĩ người Anh, được biết tới nhiều nhất trong vai trò ca sĩ chính kiêm người viết lời bài hát cho ban nhạc rock huyền thoại Led Zeppelin.
Ông cũng có cho mình một sự nghiệp solo rực rỡ: album năm 2007 của ông Raising Sand, hợp tác cùng Alison Krauss, đã từng giành Giải Grammy cho Album của năm vào năm 2009.
Với sự nghiệp vĩ đại kéo dài tới hơn 40 năm, Plant được công nhận như một trong những ca sĩ xuất sắc nhất của lịch sử nhạc rock, có ảnh hưởng lớn tới rất nhiều nghệ sĩ khác như Freddie Mercury, Axl Rose và Chris Cornell. Năm 2006, tạp chí Hit Parader trao tặng ông danh hiệu "Giọng ca metal vĩ đại nhất". Năm 2009, ông cũng được nhận danh hiệu "Giọng ca Rock vĩ đại nhất" từ đài Planet Rock. Năm 2009, tờ Rolling Stone xếp ông ở vị trí số 15 trong danh sách "100 ca sĩ vĩ đại nhất" và sau đó tới năm 2011, độc giả của tạp chí trên bình chọn ông là "Ca sĩ hát chính vĩ đại nhất mọi thời đại".